# 운산공구공장
운산공구공장(雲山工具工場)은 평안북도 운산군에 위치하는 북한 최대의 독립 공구 생산 공장으로 7월 13일 공장이라고 불리기도 하며 기계 공업성 공작기계 공업 관리국 산하 공장이며 부지면적 11만 제곱미터이다.
주요 생산 품목은 각종 공구류이며 2000년대 말부터는 CNC 공작기계용 공구 생산에 주력하고 있다.

## 개요
1950년 10월 21일 김일성이 공장 부지를 선정하고 1956년 체코의 기술원조로 건설되었으며 1958년에 500여개의 각종 공구를 생산하였고, 1962년에는 정밀주조직장의 전기로를 개조하여 베어링 재생 설비를 갖추게 되었다.
1970년대 이후 공구는 물론 밀링머신, 좌표볼반, 고주파 유도로 등도 생산하였음을 알수가 있고 동구 및 동남아시아에 공구류를 수출하기도 하였다.
1983년 이후 능력 확장 공사를 추진하였는데, 특히 원료 가공 기지와 종합 가공 기지를 건설하였다는 것이고 1983년에 새로운 대형 고리형 드릴을 제작하여 생산에 도입하였으며, 1987년 경에는 권선식 초고압 1만 6천 톤 프레스를 제작하여 설치하였다.
이 프레스는 초경질 재료 합성을 위해서 제작되었음을 알수가 있고 그리고 공구 설계 사업소에서는 조립 절단 바이트, 조립 밀링머신, 조립 통과 바이트, 긴날편 이동조립 드릴등 신형 공구를 개발하였다.
이후 2007년까지 생산활동이 공개되지 않았다. 2008년 9월에 공구 생산 공정을 새로 조성하였는데 이는 CNC 공작기계에 소요되는 정밀 공구들을 생산하기 위한 것이었다.

## 개건 현대화 과정[4]
2009년 11월에 김정일이 방문하여 공구 혁명을 일으키기 위해 1년 내로 공장을 최신 기술로 장비된 선군의 표본 공장으로 만들 것을 지시하였으며 기술 개건 공사를 단기간에 끝내기 위해 평안북도에서 여기에 총역량을 집중하도록 하는 한편 내각을 비롯한 성, 중앙 기관과 과학 연구 기관의 지도를 강화하라고 지시하였다.
이후 2010년 공장 현대화 공사가 보도 되었을 때 낡은 건물들을 해체하고 생산 건물은 새로 건설하고 있으며 설비들이 무인화되었다고 소개되었다.
2011년 1월 20여개 대상공사가 완공된 것으로 보이며 이와 관련 2월에 김정일이 현지지도 하였음을 알수가 있었다.
생산 공정의 정보화, 유연화, 다품종을 실현하였으며 공구 생산을 비약적으로 늘리고 공구의 품질을 세계적 수준에서 보장할 수 있는 확고한 담보를 마련하였다고 감탄하였으며 특히 CNC 공작기계와 산업용 로봇들로 일원화되어 있는 무인화된 생산 공정에서 품질 좋은 각종 공구들이 연이어 생산되는 모습을 보고 감탄을 아끼지 않았음을 밝혔다.
최상급의 CNC 공구 컨베이어 라인에 김일성상을 수여하고 개발자들에게 높은 국가 수훈을 하도록 친히 추천을 하였음을 알수가 있었고 많은 격려를 아끼지 않았음을 알수가 있었다.
현재 여기가 군수 공장이라는 말이 있지만 군수 공장과는 달리 지하화가 되어 있지 않은 것으로 알려져 있고 특히 지상에 위치를 하고 있음을 알수가 있어 민수 공장으로 추정을 하고 있다.